# Barron contro Baltimora
Barron contro Baltimora è stato un caso storico della Corte suprema degli Stati Uniti d'America che ha contribuito a definire il concetto di federalismo nel diritto costituzionale degli Stati Uniti. Con questo caso, la Corte ha stabilito che la Carta dei Diritti degli Stati Uniti d'America non si applicava ai governi degli Stati federati, stabilendo un precedente che sarebbe rimasto applicato fino alla ratifica del XIV emendamento della Costituzione degli Stati Uniti d'America.

## Il fatto

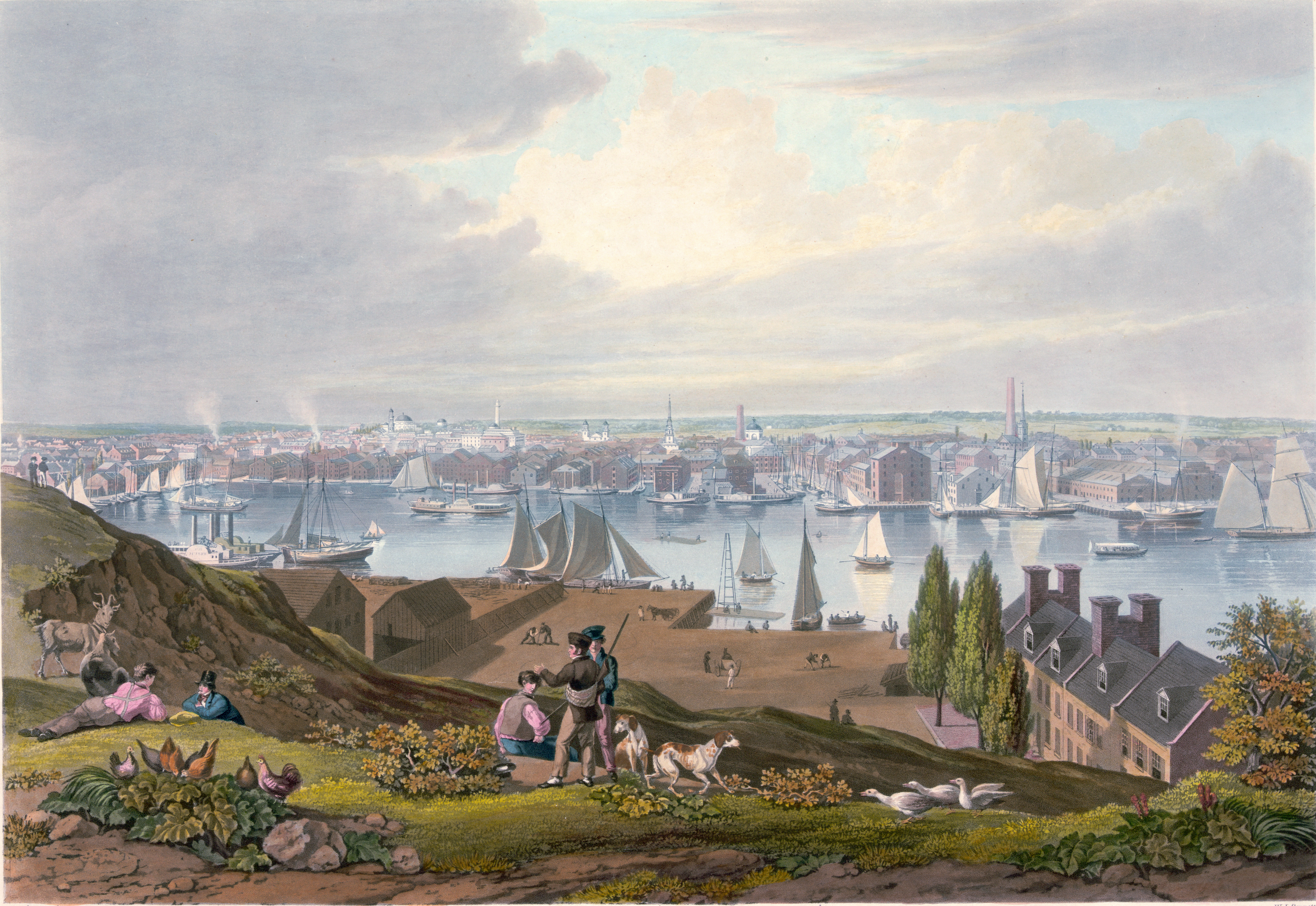
Il porto di Baltimora visto da Federal Hill nel 1831 (di William James Bennett)

La città di Baltimora, nello Stato federato del Maryland, avviò un progetto di lavori pubblici negli anni 1830 che prevedeva la modifica di diversi corsi d'acqua che sfociavano nel porto della città. L'espansione del centro abitato comportò il deposito di grandi quantità di sedimenti nei torrenti, che poi si sono svuotati nel porto vicino a un redditizio molo di proprietà del sig. John Barron.
Il materiale si depositò nell'acqua vicino al molo, diminuendo la depressione del fondale fino a un punto in cui era quasi impossibile per le navi avvicinarsi. Poiché non era più facilmente accessibile per le navi, l'attività di Barron divenne molto meno redditizia. Barron citò in giudizio la città di Baltimora per danno patrimoniale, sostenendo di essere stato privato della sua «proprietà» senza il «giusto processo» garantitogli dal V emendamento della Costituzione degli Stati Uniti d'America.
Barron cercò un risarcimento di circa 20000 $ ma ne ricevette solo 4 500, da un tribunale di prima istanza del Maryland. Eventualmente, una sentenza in corte d'appello annullò la decisione, portando Barron a rivolgersi alla Corte suprema.

## La decisione
La Corte suprema ascoltò le argomentazioni sul caso l'8 e l'11 febbraio e stabilì la sentenza il 16 febbraio 1833. La Corte affermò, con un verdetto unanime, che la Carta dei Diritti, così come la garanzia del V emendamento al giusto compenso per mancati proventi, andavano applicati al solo governo federale degli Stati Uniti d'America. Il Presidente della Corte John Marshall affermò: «I primi dieci emendamenti non contengono alcuna espressione che indichi l'intenzione di applicarli ai governi degli Stati federati. Questo tribunale non può applicarli in questo modo».
Per dimostrare che i limiti costituzionali non si applicavano agli Stati federati se non quando e dove esplicitamente indicato, Marshall si riferì all'espressione «no State shall» (lett. "nessuno Stato dovrà"): negli emendamenti della Carta dei Diritti, a differenza dell'Articolo I della Costituzione degli Stati Uniti (in Sezione 10), tale espressione non era presente e pertanto il documento non implicava dei limiti ai governi degli Stati federati ma al solo governo federale della nazione.

## Conseguenze
Il caso è stato particolarmente importante perché ha affermato che la Carta dei Diritti non limitava i governi degli Stati federati, seppure le Corti di Stati federati interpretarono comunque la Carta come applicabile ai propri governi, seguendo la logica del common law anglo-americano.
La decisione è stata inizialmente ignorata dal crescente movimento abolizionista nel Paese; alcuni abolizionisti hanno continuato a sostenere che il Congresso potesse abolire costituzionalmente la schiavitù, ai sensi della Carta dei Diritti. Il caso è rimasto in gran parte sconosciuto fino agli anni 1860. Durante un dibattito al Congresso sul XIV emendamento, John Bingham, membro della Camera dei rappresentanti degli Stati Uniti dall'Ohio, ha letto parte dell'opinione di Marshall ad alta voce al Senato. Il XIV emendamento ha di fatto posto un giro di vite sulla sovranità degli Stati federati, legandoli indissolubilmente agli obblighi della Carta dei Diritti (un processo detto «incorporazione») e rendendo nulla la sentenza di Barron contro Baltimora.